# 1928 en photographie
| Années de la photographie : 1925 - 1926 - 1927 - 1928 - 1929 - 1930 - 1931    |
| Décennies de la photographie : 1890 - 1900 - 1910 - 1920 - 1930 - 1940 - 1950 |

Cet article présente les faits marquants de l'année 1928 en photographie.

## Événements
- L'artiste, graphiste et photographe russe Lazar Lissitzky, concepteur du pavillon soviétique à l'Exposition internationale de la presse (Pressa) de Cologne, y réalise un photomontage de 4 m de haut et de 24 m de long courant sur toute la paroi du fond[1].
- 21 mars : premier numéro de l'hebdomadaire français Vu, créé et dirigé par Lucien Vogel ; la revue accorde la primauté à la photographie[2].
- La société américaine de photographie Ansco, créée en 1896  à Binghamton, fusionne avec la société allemande Agfa et devient Agfa-Ansco ; elle produit des films photographiques, du papier photo et des appareils photo.
- avril : la revue soviétique Sovetskoïe foto publie une attaque anonyme accusant Alexandre Rodtchenko de plagiat et de formalisme occidental, en choisissant une des photographies de pins que l'artiste avait publiées en 1927 dans le no  7 de la revue Novy Lef ; Rodtchenko réplique par une lettre ouverte Grande inculture ou petite vilenie ? publiée dans Novy Lef[3].
- André Kertész achète un Leica ; il est le premier à en utiliser un professionnellement.
- Grete Stern et Ellen Auerbach, toutes deux élèves de Walter Peterhans, se rencontrent à Berlin[4].

## Photographies notables
- André Kertész, The Fork (La Fourchette)[5],[6],[7].
- Noire et Blanche, photographie de Man Ray, est publiée sous ce titre dans la revue Variétés[8].

## Livres de photographies

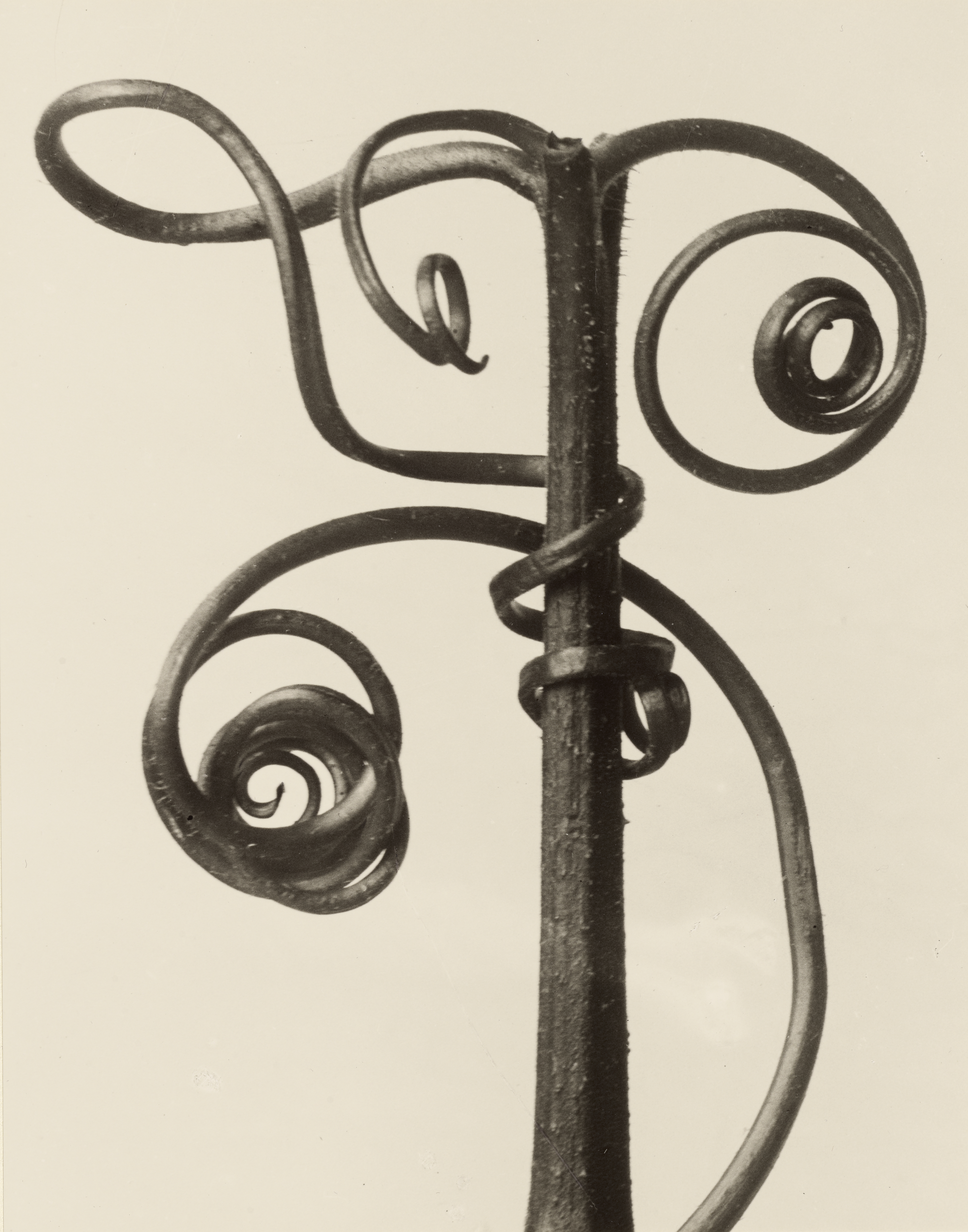
Karl Blossfeldt, Cucurbita, épreuve à la gélatine argentique.

- (de) Karl Blossfeldt (préf. Karl Nierendorf), Urformen der Kunst. Photographische Pflanzenbilder, Berlin, E. Wasmuth : l'ouvrage contient 120 macrophotographies de fleurs, de feuilles et d'autres parties de plantes[9].
- (en) Alice Boughton, Photographing the famous, New York, Avondale Press, 111 p. : photographies de célébrités du monde littéraire et artistique, comme William Butler Yeats, Julia Ward Howe, Henry James, Walter de la Mare, G. K. Chesterton, Maxime Gorki, John Burroughs, Ruth Saint Denis, Eleonora Duse, Yvette Guilbert.
- (de) Mario von Bucovich (préf. Alfred Döblin), Berlin. Das Gesicht der Stadt, Berlin, Albertus-Verlag, XX-256 p.
- (de) Mario von Bucovich et Germaine Krull (préf. Paul Morand), Paris. Das Gesicht der Stadt, Berlin, Albertus-Verlag, XIX-256 p.
- (fr) Marcelin Flandrin, Casablanca de 1889 à nos jours. Album de photographies rétrospectives et modernes montrant le développement de la ville, texte de Joseph Goulven, Casablanca,  Éditions photographiques Mars, 102 p.
- (de) Albert Renger-Patzsch, texte de  Carl Georg Heise, Die Welt ist schön : einhundert photographische Aufnahmen, 21 p. et 100 photographies, Munich, Kurt Wolff Verlag.

## Études, essais, articles
- Pierre Mac Orlan publie deux articles :  « L'Art littéraire d'imagination et la photographie » dans Les Nouvelles littéraires, artistiques et scientifiques, 22 septembre ; « La Photographie et le fantastique social » dans Les Annales, novembre, p. 413-414, illustré d'une photographie d'Eugène Atget[10].

## Festivals et congrès photographiques
- 24 mai - 7 juin : premier Salon des indépendants de la Photographie à la Comédie des Champs-Élysées à Paris, dit « Salon de l'escalier » (il se tient dans l’escalier du théâtre) ; des photographies de Nadar et Eugène Atget y sont exposées[11]. Le salon ne sera pas renouvelé.
- 7e congrès international de photographie, Londres.

## Naissances
- 14 janvier : Garry Winogrand, photographe américain, mort le 19 mars 1984.
- 28 janvier : Raoul de Godewarsvelde, photographe et chanteur français, mort le 14 avril 1977.
- 3 février : Gabor Szilasi, photographe canadien d’origine hongroise.
- 22 février : Martha Swope, photographe américaine, connue pour son travail dans les domaines de la danse et du théâtre, morte le 12 janvier 2017.
- 25 février : Herman Puig, réalisateur et photographe cubain, fondateur de la Cinémathèque de Cuba, mort le 25 janvier 1921.
- 25 mars : Marie Šechtlová, photographe tchèque, morte le 5 juillet 2008.
- 26 mars : Élie Kagan, photojournaliste français, mort le 20 janvier 1999.
- 28 avril : Frank Horvat, photographe français d'origine italienne, mort le 21 octobre 2020.
- 30 avril : Georg Gerster, journaliste et photographe suisse, spécialisé dans la photographie aérienne, mort le 8 février 2019.
- 1er juin : Anna Fárová, historienne de l'art, spécialiste de l'histoire de la photographie, et photographe franco-tchèque, morte le 27 février 2010.
- 18 juin : André Martin, photographe et ethnographe français, mort le 15 janvier 1999.
- 22 juin : Jean Suquet, écrivain, poète et photographe français, lauréat en 1963 du Prix Niépce, mort le 1er novembre 2007.
- 5 juillet : Ricard Terré, photographe espagnol, mort le 29 octobre 2009.
- 24 juillet : Dennis Stock, photographe américain, membre de l'agence Magnum Photos, mort le 11 janvier 2010.
- 26 juillet : Elliott Erwitt, photographe américain, membre de l'agence Magnum Photos, mort le 30 novembre 2023
- 16 août : Ara Güler, photographe photojournaliste turc d'origine arménienne, mort le 17 octobre 2018.
- 26 août : Daniel Frasnay, photographe français, mort le 23 septembre 2019.
- 28 août : Ugo Mulas, photographe italien, mort le 2 mars 1973.
- 3 septembre : Gilles Ehrmann, photographe français, mort le 27 mai 2005.
- 16 septembre : Denis Brihat, photographe français, lauréat en 1957 du Prix Niépce, mort le 3 décembre 2024.
- 27 novembre : Richard Ballarian, photographe américain, mort le 24 février 2018.
- 2 décembre : Guy Bourdin, photographe français de mode et de publicité, mort le 29 mars 1991.

Date inconnue ou non renseignée
- Jean Depara, photographe congolais, mort en 1997.
- Toshio Fukada, photographe japonais, mort en 2009.
- Adama Kouyaté, photographe malien, mort le 14 février 2020.

## Décès
- 6 janvier : Adolfo de Carolis, peintre, xylographe, homme de lettres, illustrateur et photographe italien, né le 7 février 1874.
- 30 janvier : Sally Elizabeth Wood, photographe canadienne, née le 7 janvier 1857.
- 3 février : Vittorio Ecclesia, photographe italien, actif à Turin, né le11 février 1847.
- 24 février : François-Edmond Fortier, photographe français, né le 3 septembre 1862.
- 22 mars : Jan Nepomuk Langhans, photographe portraitiste tchécoslovaque, né le 9 juillet 1851.
- 26 mars : Louis Mercier, éditeur et photographe français spécialisé dans la reproduction photographique d'œuvres d'art, né le 2 juillet 1866.
- 16 mai : Frederick Arthur Verner, peintre et photographe canadien, connu pour ses paysages et ses peintures de paysage, né le 26 février 1836.
- 26 mai : Charles Kerry, photographe australien, né le 3 avril 1857.
- 16 juillet : Alberto G. Valdeavellano, photographe guatémaltèque, né le 5 août 1861.
- 9 septembre : Lucien Merger, photographe français, né le 9 janvier 1865.
- 2 novembre : John Fitz-Patrick, photographe uruguayen, né le 3 novembre 1847.
- 17 décembre : Frank Rinehart, photographe américain, né le 12 février 1861.

- Date inconnue ou non renseignée :
  - Emilio Beauchy, photographe espagnol d'origine française, actif à Séville, né en 1842 ou 1847.
  - Guilherme Gaensly, photographe brésilien d'origine suisse, né en 1843.
  - Jakub Henner, photographe polonais, né en 1862.
  - August Stauda, photographe autrichien, né en 1861.

## Célébrations
Centenaire de naissance
- Pompeo Bondini
- Étienne Carjat
- Désiré Charnay
- Pierre-Édouard Dechamps
- Édouard Delessert
- Georg Maria Eckert
- Farnham Maxwell-Lyte
- Léon-Eugène Méhédin
- Victor Muzet
- Ichiki Shirō
- Augusto Stahl
- Jean-Marie Villard